# نوبوناغان
نوبوناغان (باليابانية: ノブナガン، بالروماجي: Nobunagan) هي سلسلة مانغا من تأليف ورسم ماساتو هيسا. نشرت من قبل إيرث ستار إنترتينمنت [الإنجليزية] في مجلة كوميك إيرث ستار [الإنجليزية]، منذ 12 مايو عام 2011 حتى 28 اغسطس عام 2015، تم تجميع فصول المانغا في 6 مجلداتتانكوبون، نشرت في في 10 فبراير عام 2012 حتى 9 أكتوبر عام 2015. أنتجت إلى مسلسل أنمي تلفزيوني من قبل استوديو بريدج، عرض في 5 يناير عام 2014 واستمر عرضه حتى 30 مارس عام 2014، وتكون من 13 حلقة.

## القصة
تدور أحداث القصة عن شيو أوغورا هي طالبة يابانية في المدرسة الثانوية، تزور تايوان في رحلة مدرسية عندما تتعرض لهجوم مفاجئ من قبل وحوش فضائية تسمى إي إل إس. يصل أيضًا العملاء المعروفون باسم "حاملي الجينات الإلكترونية" من وكالة دوغو الحكومية، والذين يستخدمون أسلحة مملوءة بأرواح الشخصيات التاريخية. وتصبح شيو أيضًا حامل للجينات الإلكترونية عندما تستيقظ روح أودا نوبوناغا بداخلها بعد محاولتها إنقاذ صديق.

## الشخصيات

### الشخصيات الرئيسية
شيو أوغورا (باليابانية: 小椋 しお، بالروماجي: Ogura Shio)
أداء صوتي: شيوري موتو
نوبوناغان (باليابانية: ノブナガン، بالروماجي: Nobunagan)
أداء صوتي: نوبوؤو توبيتا
آدم مويرهيد (باليابانية: アダム・ミューアヘッド، بالروماجي: Adamu Mūaheddo)
أداء صوتي: تاتسوهيسا سوزوكي
ماهيشو ميروزا (باليابانية: マヘシュ・ミルザ، بالروماجي: Maheshu Miruza)
أداء صوتي: نوبوناغا شيمازاكي
جيس بيكهام (باليابانية: ジェス・ベッカム، بالروماجي: Jesu Bekkamu)
أداء صوتي: يو أساكاوا

### شخصيات أخرى
ليمون / جيرونيمو (باليابانية: レモン، بالروماجي: Remon)
أداء صوتي: تشيوا سايتو
إيبوكيغين إيردينبيليغ (باليابانية: イブキギーン・エルデネビルグ، بالروماجي: Ibukigīn Erudenebirugu)
أداء صوتي: موتسومي تامورا
أنتوني غاودي (باليابانية: アントニ・ガウデ، بالروماجي: Antoni Gaudi)
أداء صوتي: أيومو موراسي
فرانسوا فيدك (باليابانية: ヴィドック، بالروماجي: Vidokku)
أداء صوتي: أكيرا إيشيدا
جون هانتير/ هانتا (باليابانية: ハンター، بالروماجي: Hantā)
أداء صوتي: ماكوتو ياسومورا
غاليكو / غاليليو (باليابانية: ガリ子، بالروماجي: Gariko)
أداء صوتي: سوميري أويساكا
كوماندير (باليابانية: 壱与، بالروماجي: Iyo)
أداء صوتي: أي ساتو
دوغو (باليابانية: 土偶، بالروماجي: Dogō)
أداء صوتي: أكينو واتانابي
سانت جيرمان (باليابانية: サンジェルマン، بالروماجي: Sanjeruman)
أداء صوتي: كوجي يوسا
آنوس (باليابانية: アヌシュ، بالروماجي: Anushu)
أداء صوتي: كينجيرو تسودا
كاورو آسانو (باليابانية: 浅尾 かおる، بالروماجي: Asao Kaoru)
أداء صوتي: هارونو إينوي

## وصلات خارجية
- موقع المانغا الرسمي باللغة اليابانية
- موقع الأنمي الرسمي باللغة اليابانية
- نوبوناغان على موقع ANN manga (الإنجليزية)